# Vergnügte Pleißenstadt, BWV 216
Vergnügte Pleißenstadt, BWV 216.1 (anteriormente BWV 216), es una cantata secular compuesta por Johann Sebastian Bach, que ha sobrevivido parcialmente.

## Historia y texto
Bach compuso esta cantata para la boda de Johann Heinrich Wolff y Susanna Regina Hempel. Susanna era la hija de un funcionario de aduanas, y provenía de Zittau; su marido era de Leipzig, donde se representó la obra el 5 de febrero de 1728. El texto lo escribió Picander, que lo había publicado en su colección Ernst-Schertzhaffte und Satyrische Gedichte. Picander se refiere a los novias por los ríos de sus respectivas ciudades (el «Pleißenstadt» del título es Leipzig, la ciudad del río Pleiße).
Hubo una obra relacionada, Erwählte Pleißenstadt, BWV 216a, de la que su música se ha perdido. Fue escrita para el ayuntamiento de Leipzig Town y el texto no está relacionado con Zittau.

## Partitura y estructura
La música que se conserva consta de partes para soprano y alto, representando los personajes de Neiße y Pleiße respectivamente. Se desconocen las fuerzas instrumentales, pero para dos números Bach se basó en música que había compuesto en sus primeras cantatas, lo que puede sugerir que requirió una gama de colores instrumentales. La parodia origen es un dueto para alto y tenor de Zerreißet, zersprenget, zertrümmert die Gruft, BWV 205, una obra con partitura festiva estrenada en 1725. La parodia origen del tercer movimiento fue Ich bin in mir vergnügt, BWV 204, con partitura para soprano solista, flauta travesera, dos oboes, dos violines, viola y bajo continuo y también estrenada en la década de 1720.
Incluye siete movimientos:
1. Dueto aria: Vergnügte Pleißenstadt
2. Dueto recitativo: So angenehm auch mein Revier
3. Aria (soprano): Angenehme Hempelin
4. Recitativo (alto): Erspare den Verdruss
5. Aria (alto): Mit Lachen und Scherzen
6. Dueto recitativo: Wie lieblich wird sie nun
7. Dueto aria: Heil und Segen

## Grabaciones
- Bach Concertino Osaka, Joshua Rifkin. J.S. Bach: Hochzeitkantaten. Mainich Classics, 2005.